# 倫敦から来た男
『倫敦から来た男』（原題：A Londoni férfi）は、2007年のハンガリー・フランス・ドイツ合作映画。

## 概要
『ヴェルクマイスター・ハーモニー』以来、7年ぶりとなるタル・ベーラ監督の長編映画。原作は1934年にジョルジュ・シムノンによって発表された小説である。全編白黒の映画となっている。
第60回カンヌ国際映画祭ではコンペティション部門で上映された。

## キャスト
- ミロスラヴ・クロボット：マロワン
- ティルダ・スウィントン：マダム・マロワン
- ボーク・エリカ：アンリエット
- デルジ・ヤーノシュ：ブラウン
- レーナールト・イシュトヴァーン：刑事